# 캐머런-클레그 연립내각
캐머런-클레그 연립내각 (Cameron–Clegg coalition)은 2010년 5월부터 2015년 5월까지 영국의 데이비드 캐머런과 닉 클레그가 수립한 보수당-자유민주당의 내각이다. 5월 6일 영국 총선 이후, 5월 11일 고든 브라운 총리가 사퇴함에 따라, 캐머런 보수당 대표가 연정 협상을 거쳐 엘리자베스 2세 여왕의 인가를 받아 출범하게 되었다. 1945년 제2차 세계 대전 종전 직후 세워진 처칠 과도내각 이래 65년 만의 연립 내각이다. 데이비드 캐머런이 영국 총리에, 닉 클레그가 영국 부총리에 취임하였으며, 각료는 중도우파 성향의 보수당과 중도 성향의 자유민주당 출신 의원들로 함께 꾸려졌다.
캐머런-클레그 연립내각에는 보수당 인사 16명, 자민당 인사 5명이 참가하였으며, 내각 소속이지만 국무위원이 아닌 장관직에는 보수당이 8명, 자민당이 1명 참여하였다. 연립내각은 2015년 영국 총선에서 보수당이 과반 의석수를 획득하면서, 단독정부인 제2차 캐머런 내각이 출범되며 끝이 났다.

## 역사
2010년 4월 12일, 제54대 영국 의회가 해산되고 5월 6일 총선거가 실시되었다. 선거 결과 서민원 내에서 과반의석수를 차지한 정당이 없는 헝 의회 국면으로 접어들었다. 원내 제1당은 과반에서 20석이 부족한 보수당이었다. 보수당은 자유민주당과의 닷새 간의 연정 협상에 나섰으며, 찰스 케네디 전 대표와 존 리치 맨체스터 위팅턴 지역구 의원을 제외한 자민당 의원 55인의 압도적 찬성으로 연정 협상이 타결되었다.
2010년 5월 11일, 보수당과 자유민주당은 보수당-자유민주당 연립내각 협약에 서명하고 연립내각을 출범시켰다. 제55대 영국 의회는 5월 18일 개원하였으며, 귀족원(상원) 의원들과 서민원(하원)의 다선의원, 초선의원의 취임선서식에 이어 서민원 의장 선거도 치러졌다. 5월 25일에는 새 정부의 입법의제를 수립하는 여왕 연설이 진행되었다.
자유민주당의 내각 참여 인사로는 닉 클레그 부총리를 비롯해 총 5명이 있었다. 개각을 거쳐 데이비드 로스 국무장관도 각의에 참여할 수 있게 되었지만 정식 일원은 아니었다. 자민당 소속 장관이 사퇴하거나 물러나게 되었다면 같은 자민당 의원을 해당 관직에 임명토록 한 것이 연립내각의 원칙이었다.
내각 산하 위원회의 구성 역시, 한쪽 당이 의장을 맡으면 부의장은 무조건 상대 당이 맡도록 했다. 이와 더불어 연립내각 운영을 특별 전담하는 내각 위원회도 운영되었다. 또 양당의 장관은 정부의 입장에서 연대책임을 함께 지도록 했다. 다만 연정 협약 내에서 양당 간에 견해차가 있는 사안을 세부적으로 명시해 놓았기 때문에, 자유민주당 내각인사들은 반대 안건에 대해서 표결에 참여하지 않았다. 이와 더불어 캐머런 총리가 부재중일 시 클레그 부총리가 총리 질의응답 시간에 나서기도 했다.
핵심 사안에 대한 결정은 연립내각 내에서도 '쿼드' (Quad)라 불리는 핵심그룹, 즉 캐머런 총리, 클레그 부총리, 조지 오스본 재무장관, 대니 알렉산더 대장부 수석장관의 4인이 결정했다. 이들은 "정책 전반의 중대사안"을 좌우하였으며, 두 당간의 분쟁을 해결하는 일도 맡았다.
서민원 회의장에서 앞좌석에 앚는 정부 요인들은 당 구분 없이 다함께 착석하고 총리 질의시간에는 두 당이 하나의 의원단으로 있었던 반면, 뒷쪽 좌석에 앉게 된 나머지 자유민주당과 보수당 소속 평의원들은 서로 떨어져 착석했고 원내대표도 개별적으로 두었다. 또 재보궐선거에서도 두 당은 따로 후보로 나서 경쟁했다. 내각 수립 후 2012년 9월 4일 데이비드 캐머런 총리는 처음으로 개각을 단행했다. 그 뒤를 이어 2014년 7월 14일에는 2차 개각을 단행했다.

## 내각

### 2010년 5월~2012년 9월
| 정당 구분 |            | 보수당 |
| 정당 구분 | 자유민주당 |        |

| 장관직                                 | 장관 | 장관                                   | 임기    | 임기 |
| -------------------------------------- | ---- | -------------------------------------- | ------- | ---- |
| 내각 인사                              |      |                                        |         |      |
| 총리 국가재정위원장 공무원부장관       |      | The Rt Hon. 데이비드 캐머런 MP         | 2010–16 |      |
| 부총리 추밀원 의장                     |      | The Rt Hon. 닉 클레그 MP               | 2010–15 |      |
| 제1장관 외교영연방부장관               |      | The Rt Hon. 윌리엄 헤이그 MP           | 2010–14 |      |
| 재무장관                               |      | The Rt Hon. 조지 오스본 MP             | 2010–16 |      |
| 대법관 법무장관                        |      | The Rt Hon. 케네스 클라크 QC MP        | 2010–12 |      |
| 내무장관 여성평등부장관                |      | The Rt Hon. 테리사 메이 MP             | 2010–16 |      |
| 국방장관                               |      | The Rt Hon. Dr 리엄 폭스 MP            | 2010–11 |      |
| 국방장관                               |      | The Rt Hon. 필립 해몬드 MP             | 2011–14 |      |
| 사업혁신기술장관 상무원 대표           |      | The Rt Hon. Dr 빈스 케이블 MP          | 2010–15 |      |
| 노동연금장관                           |      | The Rt Hon. 레인 덩컨 스미스 MP        | 2010–16 |      |
| 에너지기후변화장관                     |      | The Rt Hon. 크리스 헌 MP               | 2010–12 |      |
| 에너지기후변화장관                     |      | The Rt Hon. 에드 데이비 MP             | 2012–15 |      |
| 보건장관                               |      | The Rt Hon. 앤드류 런즐리 CBE MP       | 2010–12 |      |
| 교육장관                               |      | The Rt Hon. 마이클 고브 MP             | 2010–14 |      |
| 지역사회지방정부장관                   |      | The Rt Hon. 에릭 피클스 MP             | 2010–15 |      |
| 교통장관                               |      | The Rt Hon. 필립 해몬드 MP             | 2010–11 |      |
| 교통장관                               |      | The Rt Hon. 저스틴 그리닝 MP           | 2011–12 |      |
| 환경식품농림장관                       |      | The Rt Hon. 캐롤라인 스펠맨 MP         | 2010–12 |      |
| 국제개발장관                           |      | The Rt Hon. 앤드류 미첼 MP             | 2010–12 |      |
| 북아일랜드장관                         |      | The Rt Hon. 오웬 패터슨 MP             | 2010–12 |      |
| 스코틀랜드장관                         |      | The Rt Hon. 대니 알렉산더 MP           | 2010    |      |
| 스코틀랜드장관                         |      | The Rt Hon. 마이클 무어 MP             | 2010–13 |      |
| 웨일스장관                             |      | The Rt Hon. 체릴 길런 MP               | 2010–12 |      |
| 문화올림픽미디어스포츠장관             |      | The Rt Hon. 제러미 헌트 MP             | 2010–12 |      |
| 재무최고장관                           |      | The Rt Hon. 데이비드 로스 MP           | 2010    |      |
| 재무최고장관                           |      | The Rt Hon. 대니 알렉산더 MP           | 2010–15 |      |
| 귀족원 원내대표 랭커스터 공작령 대법관 |      | The Rt Hon. 스트래스클라이드 남작 (PC) | 2010–13 |      |
| 무임소 장관                            |      | The Rt Hon. 와르시 남작 부인 (PC)      | 2010–12 |      |
| 기타 내각회의 참여 인사                |      |                                        |         |      |
| 내각장관 재무부 국고국장               |      | The Rt Hon. 프랜시스 모드 MP           | 2010–15 |      |
| 내각사무처 국무부장관                  |      | The Rt Hon. 올리버 리트윈 MP           | 2010–14 |      |
| 대학과학부장관                         |      | The Rt Hon. 데이비드 윌레츠 MP         | 2010–14 |      |
| 서민원 원내총무 옥새상서               |      | The Rt Hon. 조지 영 경 Bt MP           | 2010–12 |      |
| 서민원 원내간사장 재무부 원내장관      |      | The Rt Hon. 패트릭 맥러플린 MP         | 2010–12 |      |
| 의제에 장관책임 필요 시 내각 참여 인사 |      |                                        |         |      |
| 법무상                                 |      | The Rt Hon. 도미닉 그리브 QC MP        | 2010–14 |      |

#### 변동
- 2010년 5월 29일 데이비드 로스가 지난 의회부터 예산 남용을 저질렀다는 사실이 밝혀져 대장부 수석장관직에서 물러났다. 후임으로 대니 알렉산더 스코틀랜드장관이 취임하였으며, 알렉산더 장관의 후임으로 마이클 무어가 취임하였다.[15]
- 2011년 10월 14일 리암 폭스가 자신의 친구이자 자문가라는 이유로 군수품 조달 사업자 애덤 웨리티와 해외 고위급 회담에서 수차례 회동한 점이 논란을 일으키면서 국방장관직에서 물러났다. 그는 "개인적인 흥미와 공무활동 사이의 경계를 흐려놓고 말았다"며 책임을 인정했다.[16] 후임으로 필립 해몬드 교통부장관이 취임하였으며, 해몬드 장관의 후임으로는 대장부 경제장관이, 그리닝 장관의 후임으로는 클로이 스미스 여당 보조원내총무가, 클로이 스미스의 후임으로는 그레그 핸즈가 임명되었다.[16][17]
- 2012년 2월 3일 본인과 옛 아내를 대상으로 검찰 기소를 받은 크리스 헌이 에너지기후변화장관직에서 물러났다. 후임으로 에드 데이비 비즈니스혁신기술부 국무차관이 취임하였으며, 데이비 국무차관의 후임으로 노먼 램이, 그 후임으로 제니 윌러트 보조원내총무가, 윌러트의 후임으로 조 스윈슨 부총리 원내개인비서가 임명되었다.[18]

### 2012년 9월~2014년 7월
틀:캐머런내각2

#### 변동
- 2012년 10월 19일 앤드류 미첼이 다우닝가에서 경찰관과 말싸움을 벌인 것을 둘러싼 논란으로 여당 최고원내총무직에서 사퇴하였다. 후임으로 조지 영 경이 임명되었다.[19]
- 2013년 1월 7일 톰 스트래스클라이드가 귀족원 대표와 랭커스터 공작령 대법관직에서 물러났다. 후임으로 조너선 힐이 임명되었다.[20]
- 2013년 10월 7일 하급각료 개각과 함께 알리스테어 카마이클 스코틀랜드장관이 마이클 무어로 교체되었다.
- 2014년 4월 9일 마리아 밀러 문화미디어스포츠장관 및 여성평등 부장관이 사퇴하였다. 후임으로 사지드 자비드가 문화장관 및 평등 부장관에, 니키 모건이 여성 부장관에 임명되었으며, 본래 자비드의 후임으로 대장부 재정장관직에 임명됐던 니키 모건은 여성 부장관으로서 각의에 참석할 수 있게 되었다.[21]

### 2014년 7월~2015년 5월
틀:캐머런내각3

#### 변동
- 2014년 8월 5일, 사비다 와르시가 가자지구 충돌 사태에 대한 영국 정부의 대응에 항의하는 뜻으로 외무영연방 부장관 및 종교지역사회 부장관직을 사퇴하였다.[22] 후임으로 조이스 앤리가 외무 부문을, 에릭 피클스 지역사회지방정부장관이 종교 지역사회 부문을 맡게 되었다.[23]

## 같이 보기
- 데이비드 캐머런 정권
- 2010년 영국 총선